# 여수기상대
여수기상대는 여수시, 고흥군, 보성군의 동네예보와 남해서부앞바다 중 전남동부남해앞바다의 해상예보와 이 지역에 대한 예보 및 관측업무, 기후통계와 민원서비스에 이르기까지 다양한 기상정보를 신속 정확하게 제공하기 위해 설립된 기상청 광주지방기상청 소속기관이다. 전라남도 여수시 고소5길 42(고소동 304)에 위치하고 있다.

## 연혁
- 1942년 4월 조선총독부 여수측후소 창설
- 1945년 10월 국립중앙관상대 여수측후소
- 1970년 7월 광주지대 여수측후소 개칭
- 1982년 1월 광주지방기상대 여수측후소 개칭
- 1985년 7월 관측소를 산하기관으로 편입(2개소 : 여수공항, 고흥)
- 1992년 3월 광주지방기상청 여수기상대 개칭, 순천기상관측소 편입
- 2000년 7월 여수공항기상관측소 항공기상대로 소속 변경
- 2008년 10월 순천기상관측소 순천기상대로 승격(기관분리). 고흥기상관측소 자동기상관측소로 변경

## 같이 보기
- 기상청
- 광주지방기상청